# Ненад Єстрович
Ненад Єстрович (серб. Nenad Jestrović, нар. 9 травня 1976, Белград) — сербський футболіст, що грав на позиції нападника.
Виступав, зокрема, за клуби «Мец» та «Андерлехт», а також національну збірну Сербії і Чорногорії.
Дворазовий чемпіон Бельгії. Володар Суперкубка Бельгії. Володар Кубка Інтертото. 

## Клубна кар'єра
Народився 9 травня 1976 року в місті Белград. Розпочав свою футбольну кар'єру в клубі «Раднички» (Обреновац) на початку 1990-их років.
У дорослому футболі дебютував 1994 року виступами за команду клубу ОФК (Белград), в якій провів три сезони, взявши участь у 34 матчах чемпіонату. Команда на той час виступала в Першій лізі ФР Югославія. В своєму першому сезоні на професійному рівні нікого не вразив, забивши лише 1 м'яч. Проте вже наступного сезону відзначився 12-ма голами, але його зусилля не допомогли клубу залишитися в еліті сербського футболу. Водночас своєю вдалою та впевненою грою привернув увагу європейських футбольних клубів. 
Влітку 1997 року приєднався до клубу «Бастія». У французькому клубі результативністю не вражав, але привернув до себе увагу представників тренерського штабу клубу «Мец», до складу якого приєднався 1998 року. Відіграв за команду з Меца наступні два сезони своєї ігрової кар'єри. Більшість часу, проведеного у складі «Меца», був основним гравцем атакувальної ланки команди, але високою результативністю також не відзначався.
В 2000 році перейшов до бельгійського клубу «Мускрон», у футболці якого провів дуже вдало сезон 2000/01 років. Цього сезону Єстрович зіграв 25 матчів та відзначився 20-ма голами
2001 року уклав контракт з клубом «Андерлехт», у складі якого провів найкращі п'ять років своєї кар'єри гравця. У складі «Андерлехта» став найкращим бомбардиром Ліги Жупіле в сезоні 2004/05 років з 18-ма забитими м'ячами, причому більшість голів він забивав з пенальті або зі штрафних ударів. Під час свого перебування в «Андерлехті» часто отримував травми. У листопаді 2005 року в матчі Ліги чемпіонів проти «Ліверпуля» був дискваліфікований за расистські висловлювання в бік гравця «червоних» Мохамеда Сіссоко, а пізніше за цей інцидент був покараний і сам «Андерлехт». Ненад же отримав триматчеву дискваліфікацію. За період свого перебування в клубі двічі виборював титул чемпіона Бельгії, у чемпіонаті зіграв 80 матчів та відзначився 55-ма голами.
У січні 2006 року переїхав до Об'єднаних Арабських Еміратів, де захищав кольори місцевих клубів «Аль-Айн» та «Аль-Наср» (Дубай). В «Аль-Айні» став автором 10 000-го голу клубу в чемпіонатах ОАЕ. За досить короткий період у команді відзначився 16-ма голами в 17-ти матчах та завоював національний кубок. У 2007 році перейшов до іншого топ-клубу з Дубая, «Аль-Насра». Після декількох важливих забитих м'ячів отримав покращений у фінансовому (в тому числі й преміальному) плані контракт та матеріально забезпечив себе на тривалий період.
Єстрович також став найкращим бомбардиром сербської Суперліги (13 голів у 20-ти матчах) в сезоні 2007/08 років, виступаючи в складі «Црвени Звезди». Особливо його роль в команді зросла, після того як Белград залишив Милан Пурович. Два останні сезони в кар'єрі гравця Ненад провів у турецькому клубі «Коджаеліспор» (2008) та в своєму колишньому клубі «Мец» (2009). У турецькому клубі перебував 4 місяці, але оскільки за цей час жодного разу так і не отримав заробітної плати, то на правах вільного агента перейшов до французького клубу. Влітку 2009 року завершив кар'єру професіонального футболіста.

## Виступи за збірні
1997 року залучався до складу молодіжної збірної Югославії. На молодіжному рівні зіграв в одному офіційному матчі, забив 1 гол.
30 квітня 2003 року дебютував у складі національної збірної Сербії і Чорногорії в матчі проти Німеччини. Першим голом відзначився 3 червня 2003 року в матчі проти Англії. Протягом кар'єри у національній команді, яка тривала усього 3 роки, провів у формі головної команди країни 12 матчів, забивши 5 голів.

## Статистика виступів

### Клубна
| Сезон   | Клуб                   | Країна    | Ліга               | Матчі | Голи |
| ------- | ---------------------- | --------- | ------------------ | ----- | ---- |
| 1991/92 | «Раднички» (Обреновац) | СРЮ       | Третя ліга         | 3     | 0    |
| 1992/93 | «Раднички» (Обреновац) | СРЮ       | Третя ліга         | 14    | 8    |
| 1993/94 | «Раднички» (Обреновац) | СРЮ       | Третя ліга         | 27    | 23   |
| 1994/95 | ОФК (Белград)          | СРЮ       | Перша ліга         | 8     | 1    |
| 1995/96 | ОФК (Белград)          | СРЮ       | Перша ліга         | 34    | 12   |
| 1996/97 | ОФК (Белград)          | СРЮ       | Перша ліга         | 26    | 17   |
| 1997/98 | «Бастія»               | Франція   | Ліга 1             | 19    | 2    |
| 1998/99 | «Мец»                  | Франція   | Ліга 1             | 24    | 5    |
| 1999/00 | «Мец»                  | Франція   | Ліга 1             | 20    | 3    |
| 2000/01 | «Мускрон»              | Бельгія   | Ліга Жупіле        | 25    | 20   |
| 2001/02 | «Андерлехт»            | Бельгія   | Ліга Жупіле        | 12    | 3    |
| 2002/03 | «Андерлехт»            | Бельгія   | Ліга Жупіле        | 23    | 20   |
| 2003/04 | «Андерлехт»            | Бельгія   | Ліга Жупіле        | 11    | 6    |
| 2004/05 | «Андерлехт»            | Бельгія   | Ліга Жупіле        | 23    | 18   |
| 2005/06 | «Андерлехт»            | Бельгія   | Ліга Жупіле        | 13    | 6    |
| 2006    | «Аль-Айн»              | ОАЕ       | Футбольна ліга ОАЕ | 17    | 16   |
| 2007    | «Аль-Наср» (Дубай)     | ОАЕ       | Футбольна ліга ОАЕ | 23    | 15   |
| 2007/08 | «Црвена Звезда»        | Сербія    | Суперліга          | 27    | 15   |
| 2008/09 | Коджаеліспор           | Туреччина | Суперліга          | 8     | 2    |
| 2008/09 | «Мец»                  | Франція   | Ліга 2             | 9     | 1    |
|         |                        |           | Усього             | 368   | 193  |

### Голи в футболці збірної
Загалом: 12 матчів / 5 голів; 2 перемоги, 5 нічиїх, 5 поразок.

## Титули і досягнення

### Командні
- Ліга Жупіле («Андерлехт»):
  -  Чемпіон (2): 2003/04, 2005/06

- Суперкубок Бельгії («Андерлехт»):
  -  Володар (1): 2001

- Кубок Інтертото («Бастія»):
  -  Володар (1): 1997

### Особисті
- Найкращий бомбардир Ліги Жупіле (1): 2004/05
- Найкращий бомбардир Чемпіонату Сербії (1): 2007/08